# Victoire dans la montagne
Victoire dans la montagne (titre original : Mountain Victory) est une nouvelle de William Faulkner, parue en 1932.

## Historique
Victoire dans la montagne est initialement parue le 12 octobre 1932 dans The Saturday Evening Post avant d'être reprise en volume dans le recueil Le Docteur Martino et autres histoires (Doctor Martino and Other Stories) en 1934. 
L'œuvre peut « figurer au tout premier rang des nouvelles de l'auteur et de l'innombrable littérature consacrée à la guerre de Sécession et à ses implications psychologiques et raciales. »

## Résumé
Le major confédéré Saucier Weddell et Jubal, son aide de camp noir, atteignent un petit refuge dans les montagnes de Tennessee. La guerre de Sécession arrive à son terme, et la débâcle sudiste est maintenant une certitude. La situation, tout particulièrement difficile pour cet officier qui vient demander asile, est allégé par l'espoir qu'il caresse que les combats sanglants des dernières années appartiennent maintenant au passé, et qu'il sera bientôt de retour sur sa vaste propriété du Mississippi.
Dans le petit refuge se trouvent de pauvres Blancs, sympathisants avec le clan rival des Nordistes. Le fils aîné, Vatch, a même un temps servi dans les troupes yankee.  Il n'en faut pas plus pour que les tensions et la haine s'immiscent entre les hommes. Et, quand Jubal se met à boire avec les partisans unionistes, une tragique conclusion paraît inévitable.

## Particularité de la nouvelle
Contrairement à plusieurs nouvelles de Faulkner, l'action de Victoire dans la montagne ne se déroule pas dans le comté fictif de Yoknapatawpha.

## Édition française
- Victoire dans la montagne, traduit de l'anglais par René-Noël Raimbault et Charles P. Vorce, dans Le Docteur Martino et autres histoires, Gallimard, « Du monde entier », 1948

## Sources
- Robert W. Hamblin et Charles A. Peek. A William Faulkner Encyclopedia, New York, Greenwood, 1999.